# World Leaders

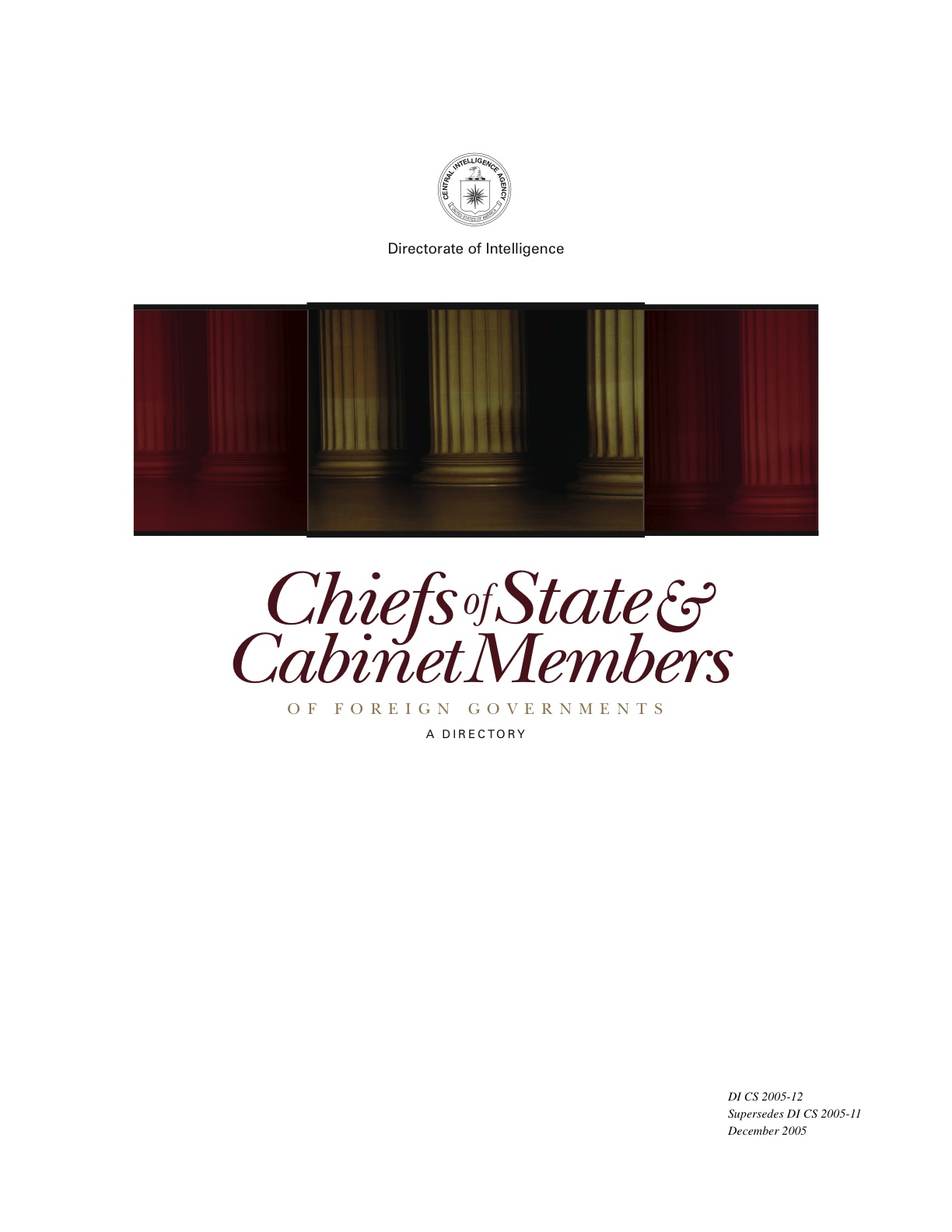
Cubierta del World Leaders.

World Leaders ("Líderes del Mundo"), también conocidos como Chiefs of State and Cabinet Members of Foreign Governments ("Jefes de Estado y Miembros del Gabinete de Gobiernos Extranjeros"), es un directorio de dominio público publicado semanalmente por la Agencia Central de Inteligencia de Estados Unidos. En él se enumeran los diferentes funcionarios de Estado para cada país del mundo: el jefe de Estado y/o jefe de ministros del gobierno y otro de gabinete, el jefe del banco central, y los embajadores ante las Naciones Unidas y los Estados Unidos.